# Lisa Schmitz
Lisa Schmitz (Colonia, Alemania; 4 de mayo de 1992) es una futbolista alemana. Juega como portera y su equipo actual es el Wolfsburgo de la Bundesliga de Alemania. 
Es internacional absoluta con la selección de Alemania desde 2018.

## Trayectoria
Comenzó su carrera en las inferiores del Germania Zündorf y en 2008 fichó por el Bayer 04 Leverkusen de la 2. Bundesliga. Se ganó la titularidad del equipo y fue parte de la obtención del ascenso del club a la Bundesliga en 2010.
Luego de jugar 125 encuentros con el Leverkusen, 86 de estos en la Bundesliga, en 2015 Schmitz fichó por dos años por el Turbine Potsdam. Jugó en el club alemán hasta el 2019, donde fue fichada por el Montpellier.
En marzo de 2023, Schmitz fue anunciada como nueva jugadora del Wolfsburgo.

## Selección nacional
Ha representado a Alemania en las categorías sub-15, sub-17 y sub-19. Jugó la Copa Mundial Femenina de Fútbol Sub-17 de 2008, donde fue la tercera arquera por detrás de Anna Felicitas Sarholz y Almuth Schult. En 2011 fue parte del plantel que ganó el Campeonato Europeo Femenino Sub-19 de la UEFA, jugó cuatro encuentros en ese torneo.
Debutó con la selección de Alemania el 10 de junio de 2018, en la victoria por 3-2 a Canadá en el Tim Hortons Field.

## Clubes
| Club                   | País     | Año       |
| ---------------------- | -------- | --------- |
| Bayer 04 Leverkusen    | Alemania | 2008-2015 |
| 1. FFC Turbine Potsdam | Alemania | 2015-2019 |
| Montpellier            | Francia  | 2019-2023 |
| Wolfsburgo             | Alemania | 2023-act. |

## Títulos

### Campeonatos nacionales
| Título          | Equipo              | Sede     | Año     |
| --------------- | ------------------- | -------- | ------- |
| DFB-Hallenpokal | Bayer 04 Leverkusen | Alemania | 2015    |
| 2. Bundesliga   | Bayer 04 Leverkusen | Alemania | 2009-10 |

### Campeonatos internacionales
| Título                    | Equipo                       | Sede   | Año  |
| ------------------------- | ---------------------------- | ------ | ---- |
| Campeonato Europeo Sub-17 | Selección de Alemania sub-17 | Suiza  | 2008 |
| Campeonato Europeo Sub-19 | Selección de Alemania sub-19 | Italia | 2011 |